# Zhangixalus melanoleucus
Zhangixalus melanoleucus — вид жаб з родини веслоногих (Rhacophoridae). Описаний у 2023 році.

## Назва
Назва виду melanoleucus з грецької мови перекладається як «чорно-білий».

## Поширення
Вид відомий лише з типового місцеположення у високогірному гірському вічнозеленому лісі на горі Пхоу Самсум у провінції Сіангкхуанг на північному сході Лаосу. Ймовірно, трапляється в інших гірських районах у Лаосі та суміжній провінції Нгеан у В'єтнамі. Мешкає у вічнозеленому широколистяному лісі на висоті 2000—2200 метрів над рівнем моря.

## Опис
Деревна жаба середнього розміру, 34,4–36,3 мм у самців, 53,7 мм у самиць. Спина гладка і зелена, боки, пахви, черевна частина, промежина і стегна білі з неправильними чорними плямами, перетинки між пальцями молочно-білі з дрібними чорними цятками; очі помаранчево-червоні. Це сестринський вид до Zhangixalus nigropunctatus.